# Конрад Лоренц
 За другия нобелист на име Лоренц вижте Хендрик Лоренц.  За други значения вижте Лоренц.
Конрад Захариас Лоренц (на немски: Konrad Lorenz) е австрийски зоолог и орнитолог.

## Биография
Роден е на 7 ноември 1903 г. във Виена, Австрия. През 1922 г. се записва в Колумбийския университет, но след половин година прекъсва и се връща във Виена, където постъпва да следва медицина. През 1928 г. завършва висшето си образование и започва работа във Виенския университет в отдела по анатомия. Обект на научните му интереси са рефлексите и инстинктите у животните, особено това на сивите гъски и гаргите, като хипотезата му е, че инстинктивното им поведение е вродено. При наблюденията си върху гъските, Лоренц преоткрива импринтинга, първоначално споменат от Дъглас Споудинг през 19 век.
По време на изследванията си, през 1936 г. се запознава с Нико Тинберген и съвместната им работа поставя основите на съвременната етология. Двамата изучават индивидуалното приспособяване на животинските видове към окръжаващата среда, поведението им на различни стимулатори (звуци, миризми, цветове), формите на общуване между животните (звуци, пози и движения).
През 1937 г. е поканен от университета да преподава зоопсихология, а три години по-късно назначен за професор по психология в университета в Кьонигсберг. По време на Втората световна война е изпратен на Източния фронт, където бива пленен през 1942 г. и репатриран шест години по-късно. С помощта на свои приятели в Алтенберг продължава своите научни изследвания и през 1950 г. съвместно с Ерик фон Холст поставя основите на института по физиология на поведението „Макс Планк“, където работи през следващите 23 години.

## Признание
За откритията им в областта на „организацията и проявата на индивидуални и обществени модели на поведение“ Лоренц и колегите му Николас Тинберген и Карл фон Фриш са удостоени с Нобелова награда през 1973 г.

## Трудове
Най-известните книги на Лоренц са научнопопулярните „Соломоновият пръстен: езикът на животните“ и „За агресията“, от които първата е и единствената негова книга преведена на български език. Научните му трудове се появяват главно в журнали на немски език, много от които по-късно са включени в сборника на английски език Studies in Animal and Human Behavior.

### Книги
Списък на книгите с оригиналните им заглавия и английски и български превод ако има такъв:
- Er redete mit dem Vieh, den Vögeln und den Fischen, 1949
  - King Solomon’s Ring, 1952
  - „Соломоновият пръстен: езикът на животните“, 1969
  - „Соломоновият пръстен: езикът на животните“, второ издание, 1991. Прев. Борислав Антонов
- So kam der Mensch auf den Hund, 1949
  - Man Meets Dog, 1954
- Das sogenannte Böse, 1963
  - On Aggression, 1966.
- Evolution and Modification of Behavior, 1965
- Studies in Animal and Human Behavior, 2 volumes, 1970–1971
- Die Rückseite des Spiegels. Versuch einer Naturgeschichte des menschlichen Erkennens, 1973, ISBN 978-3-492-02030-5
  - Behind the Mirror: A Search for a Natural History of Human Knowledge, 1977, ISBN 978-0-15-111699-7
- Motivation of Human and Animal Behavior: An Ethological View, 1973, ISBN 0-442-24886-5
- Das Jahr der Graugans, 1978
  - The Year of the Greylag Goose, 1979
- The Foundations of Ethology, 1981
- Der Abbau des Menschlichen, 1983
  - The Waning of Humaneness, 1987
- Die Naturwissenschaft vom Menschen. Eine Einführung in die vergleichende Verhaltensforschung. Das russische Manuskript, 1944–1948
  - The Natural Science of the Human Species: An Introduction to Comparative Behavioral Research – The Russian Manuscript, 1944—1948